# گارنت (کالیفرنیا)
گارنت (به انگلیسی: Garnet) یک منطقهٔ مسکونی در ایالات متحده آمریکا است که در شهرستان ریورساید، کالیفرنیا واقع شده‌است. گارنت ۲۹٫۵۹۱ کیلومتر مربع مساحت و ۷٬۵۴۳ نفر جمعیت دارد و ۲۴۲٫۹۳ متر بالاتر از سطح دریا واقع شده‌است.